# Rachela
Rachela là một chi bướm đêm thuộc họ Geometridae. Nó còn có tên đồng nghĩa là Operophtera.